# Glycosyltransferase

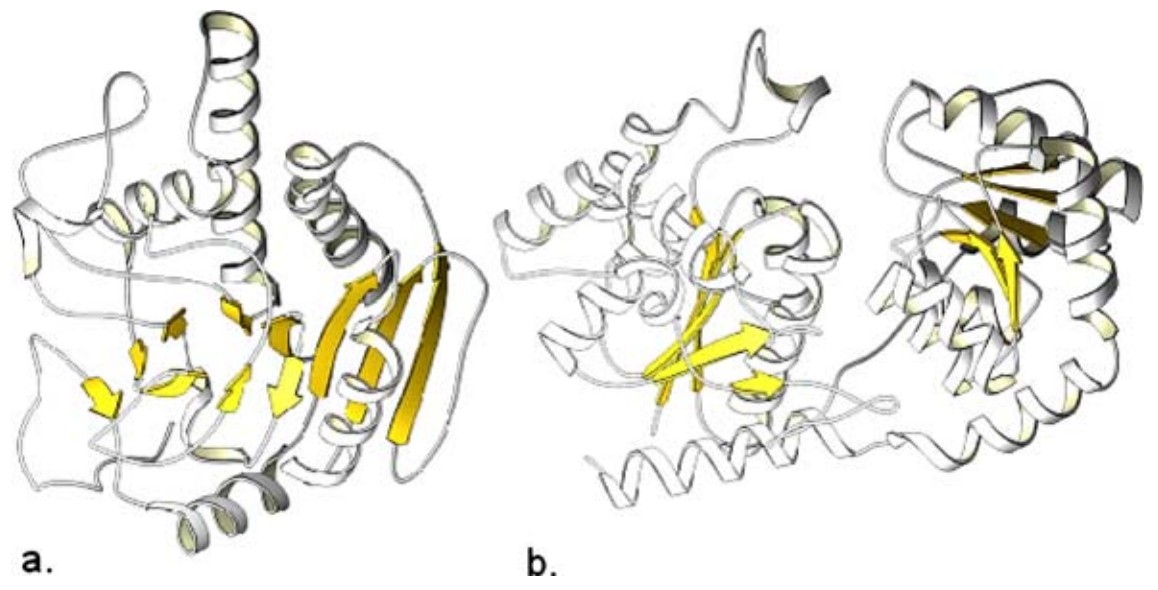
Phần lớn enzyme glycosyltransferase hình thành một trong hai dạng cuộn gấp: A hoặc B

Glycosyltransfera (viết tắt là GTF, Gtf) là các enzyme nhóm EC 2.4 giúp thiết lập các liên kết glycosidic tự nhiên. Chúng xúc tác cho việc "chuyển giao" các phần của phân tử saccharide từ một đường nucleotide hoạt hóa (còn được gọi là "chất cho glycosyl") tới một phân tử chất nhận glycosyl ưa nhân, phần ưa nhân trong đó có thể dựa trên oxy, carbon, nitơ- hoặc lưu huỳnh.
Sản phẩm của việc chuyển glycosyl có thể là một carbohydrate, glycoside, oligosaccharide, hoặc một polysaccharide. Một số glycosyltransferase xúc tác quá trình chuyển glycosyl đến phosphate vô cơ hoặc nước. Quá trình chuyển glycosyl cũng có thể xảy ra với các chuỗi bên protein, thường là với tyrosine, serine, hoặc threonine để tạo thành các glycoprotein liên kết O, hoặc với asparagine để tạo thành các glycoprotein liên kết N. Các nhóm mannosyl có thể được chuyển tới tryptophan để tạo ra C-mannosyl tryptophan, một chất tương đối phong phú trong các sinh vật nhân chuẩn. Các enzyme này cũng có thể sử dụng lipid làm chất nhận glycosyl, giúp tạo thành các glycolipid, và thậm chí sử dụng các chất cho là phosphate trong đường liên kết với lipid, chẳng hạn như phosphate dolichol.
Glycosyltransferase nếu sử dụng chất cho là đường nucleotide thì được gọi là enzyme Leloir, được đặt tên theo Luis F. Leloir, nhà khoa học đã phát hiện ra đường nucleotide đầu tiên và nhận giải Nobel Hóa học năm 1970 cho công trình về trao đổi chất carbohydrate. Glycosyltransferase nếu sử dụng các chất cho không phải là nucleotide như dolichol hoặc polyprenol pyrophosphate thì được gọi là glycosyltransferase không phải-Leloir.
Động vật có vú chỉ sử dụng 9 đường nucleotide làm chất cho cho glycosyltransferase là UDP-glucose, UDP-galactose, UDP-GlcNAc, UDP-GalNAc, UDP-xylose, UDP-glucuronic acid, GDP-mannose, GDP-fucose, và CMP-sialic acid. Nhóm phosphate của các phân tử này thường được phối hợp bởi các cation hóa trị hai như mangan, tuy nhiên các enzyme độc lập với kim loại cũng tồn tại.